# Victòria (cràter marcià)
Victòria és el nom d'un petit cràter d'impacte al planeta Mart situat a 2,05° Sud i 5,5° Oest. L'impacte va causar un obertura de 750 metres de diàmetre en la superfície del Meridiani Planum. El nom va ser aprovat en 1973 per la Unió Astronòmica Internacional en honor de la Victòria, la nao espanyola del segle xvi. Prèviament va rebre el epónim de la comunitat de Victòria, capital de l'illa de Seychelles.

## Opportunity
El cràter Victòria va ser una de les destinacions explorades per l'astromòbil tot terreny Opportunity, entrant dins del cràter després de viatjar per gairebé dos anys, arribant a la riba del cràter el dia 95 sol (26 de setembre de 2006). L'exploració del cràter per Opportunity va discórrer en una circumnavegació en el sentit contrari a les agulles del rellotge i li va portar al voltant d'aproximadament una quarta part de la circumferència del cràter. La descripció de la geografia del cràter, badies i caps, es va identificar usant els noms de diferents punts visitats per Fernando de Magallanes en els seus viatges en el vaixell Victoria.
La ruta de Oportunity va permetre identificar diversos punts d'entrada i sortida al cràter, crear mapes topogràfics d'alta resolució i posar en prova el programa de navegació del astromóvil. Opportunity va tenir també l'oportunitat d'estudiar les diferents capes de certes regions del cràter i les característiques de certes línies fosques vistes en el nord del cràter.

Imatge amb color veritable aproximat, presa pel Mars Exploration Rover Opportunity; mostra la vista del cràter Victoria des de Cap Verd. Va ser capturada durant un període de tres setmanes, des del 16 d'octubre fins al 6 de novembre de 2006.

### Interior

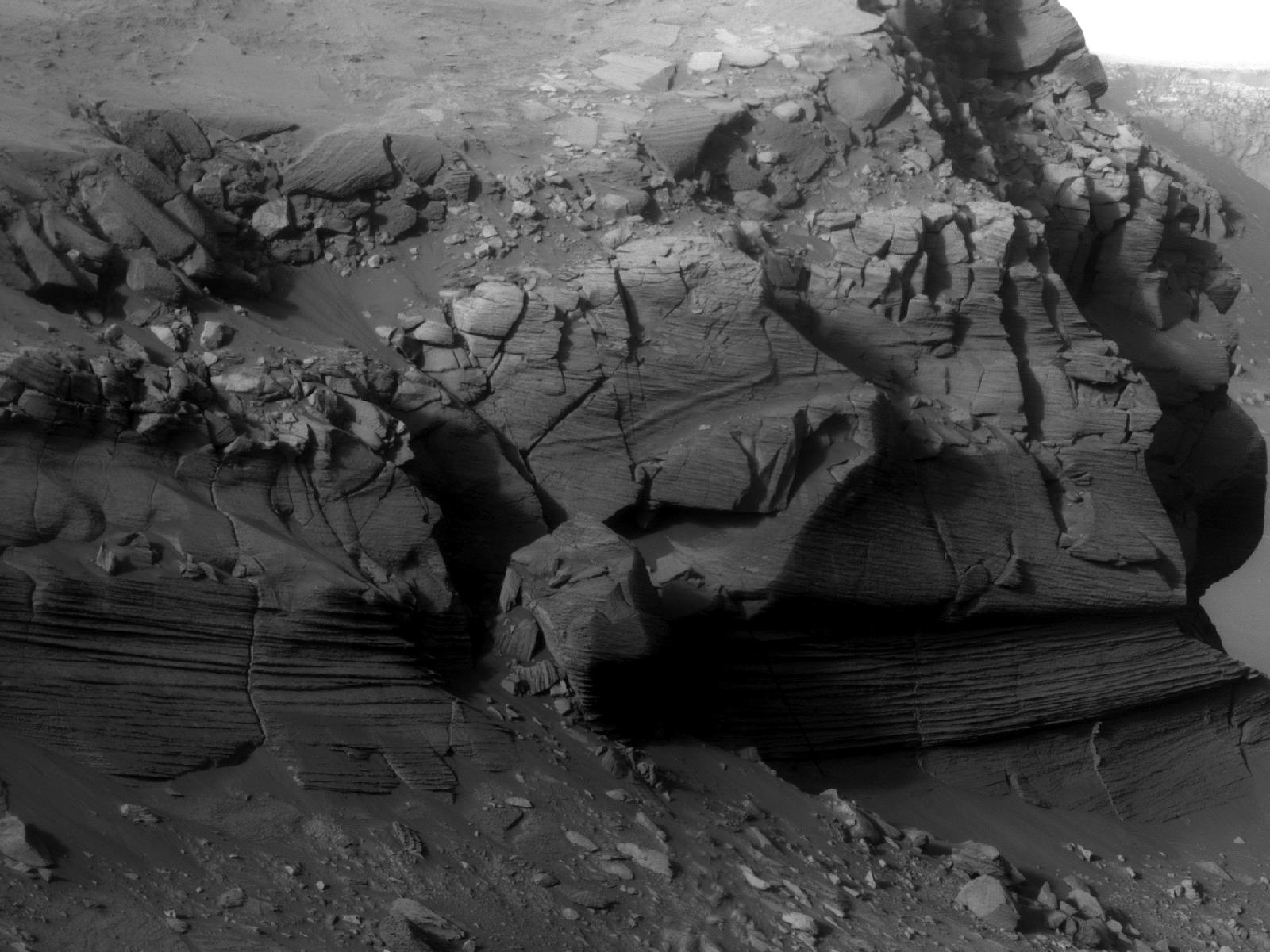
Secció rocosa de Cap Verd, nomenat així per un dels punts visitats per Fernando de Magallanes i la seva tripulació a bord de la Victòria.

Durant el seu recorregut per la circumferència del cràter Victòria, Opportunity es va enfrontar a una tempesta de pols que va retardar l'entrada al cràter per sis setmanes. El tot terreny va entrar al cràter pel punt conegut com a Badia Duck. Prèviament, Opportunity va poder ser posat a prova en el terreny, la qual cosa va permetre també desenvolupar una bona estratègia de sortida del cràter, que va ocórrer el sol 1293. Durant el seu estadía dins de Victoria, l'exploració del vehicle robòtic va permetre recopilar dades sobre les capes rocoses del cràter i prendre imatges d'alta resolució des de Cap Verd.
Opportunity va abandonar el cràter Victòria el 29 d'agost de 2008 després de sofrir lleus inconvenients tècnics. Després de la seva sortida de Victòria, Opportunity es va dirigir a la seva següent destinació, el cràter Endeavour.